# Drymonema dalmatinum
Drymonema dalmatinum is een schijfkwal uit de familie Drymonematidae. De kwal komt uit het geslacht Drymonema. Drymonema dalmatinum werd in 1880 voor het eerst wetenschappelijk beschreven door Haeckel. 